# Sylvester Wackerle (Bobfahrer)
Sylvester Wackerle (* 19. Januar 1908 in Garmisch-Partenkirchen; † 3. März 1978 ebenda) war ein deutscher Bobfahrer.

## Sportkarriere
Sylvester Wackerle hatte einen ersten Erfolg mit dem Gewinn der deutschen Meisterschaft 1949 im Zweierbob als Bremser von Hans Winkler, die beiden wurden 1950 bayerische Meister. Das Duo feierte einen ersten internationalen Erfolg als Deutschland II auf Platz sechs bei der Bob-Weltmeisterschaft 1951 beim Sieg von Deutschland I mit Anderl Ostler. Im Viererbob startete Wackerle in verschiedenen Besetzungen, 1950 fuhr er im Bob von Ostler mit Nieberl und seinem Zweierbob-Partner Winkler zur deutschen Meisterschaft. In der Besetzung Hans Rösch, Michael Pössinger, Dix Terne, Wackerle und gewann er seine erste Weltmeisterschaftsmedaille bei der Bob-Weltmeisterschaft 1953 auf Platz drei, ein Jahr später gelang derselben Mannschaft der Sprung auf Platz zwei. Das letzte Großereignis seiner Karriere waren die Olympischen Winterspiele 1956 in Cortina d’Ampezzo. In der Besetzung Rösch, Pössinger, Nieberl, Wackerle wurde die Mannschaft Sechste. Einen letzten Titel bei Deutschen Meisterschaften gewann Wackerle 1956 auf der nicht mehr existierenden Bobbahn zwischen dem Großen Feldberg und Oberreifenberg, mit der Mannschaft Hans Rösch, Alfred Hammer und J. Hummerl wurde er noch einmal Deutscher Viererbobmeister.

## Familie
Sylvester Wackerles Schwiegervater war Johann Mordstein, der im April 1945 zwei Gefangene aus einem Transport des Konzentrationslagers Dachau befreite und bis Kriegsende versteckte. Zwei Söhne Wackerles nahmen an den Olympischen Winterspielen 1964 teil, Sylvester Jr. war Eishockeyspieler, sein ein Jahr jüngerer Bruder Anton wie der Vater Bobfahrer. Nach dem Ende der Sportkarrieren betrieb die Familie Wackerle bis 2011 über zwei Generationen das Traditionsgasthaus Bräustüberl in Garmisch.